# Jiří Novotný
Jiří Novotný (Prága, 1970. április 7. –) cseh válogatott labdarúgó.
A cseh válogatott tagjaként részt vett a 2000-es Európa-bajnokságon.

## Sikerei, díjai
Sparta Praha
- Csehszlovák bajnok (6): 1986–87, 1987–88, 1988–89, 1989–90, 1990–91, 1992–93
- Cseh bajnok (8): 1993–94, 1994–95, 1996–97, 1997–98, 1998–99, 1999–00, 2000–01, 2002–03
- Csehszlovák kupa (2): 1988–89, 1991–92
- Cseh kupa (1): 1995–96